# أحمد إينوبلي
أحمد إينوبلي (السواني، 21 أكتوبر 1958-)، هو الأمين العام لحزب الاتحاد الديمقراطي الوحدوي ذي التوجهات القومية وهو أحد الأحزاب القانونية بتونس. صعد إلى الأمانة العامة لهذا الحزب إثر اعتقال أمينه العام السابق عبد الرحمن التليلي في صائفة 2003.
درس بكلية الحقوق والعلوم السياسية بتونس وتحصل على شهادة الكفاءة لمهنة المحاماة، وهو محام لدى المحاكم التونسية منذ ماي 1995. ناضل في شبابه في صفوف التيار القومي التقدمي وفي عام 1992 التحق بحزب الاتحاد الديمقراطي الوحدوي. انضم إلى المكتب السياسي للحزب منذ 1995 وفي سبتمبر 2004 أنتخب كأمين عام خلفا للتليلي وأعيد انتخابه في مارس 2006 أثناء المؤتمر الرابع للحزب. بمناسبة الانتخابات الرئاسية التونسية في أكتوبر 2004، توجه أحمد الإينوبلي لمناضلي حزبه وللمواطنين للتصويت للرئيس زين العابدين بن علي. في 19 أكتوبر 2008 أعلن الحزب ترشيحه للإينوبلي لسباق الانتخابات الرئاسية لعام 2009. شارك إينوبلي في الانتخابات تحت شعار «التضامن بين الفئات والتكافئ بين جهات»، ورغم طرحه لبرنامج مختلف عن برنامج بن علي إلا أن المراقبين يصنفونه ضمن المقربين من السلطة. تحصل حسب النتائج المعلنة على 3.80% من الأصوات مقابل 89.62% لزين العابدين بن علي، % 5.01 لمحمد بوشيحة الأمين العام لحزب الوحدة الشعبية و1.57% أحمد إبراهيم الأمين الأول لحركة التجديد.

## المناصب والخطط التي يتولاها
- عضو بمجلس النواب بين 2004 و2009 عن دائرة جندوبة.
- عضو بالمجلس الأعلى للتنمية.
- المدير المسؤول لصحيفة «الوطن» (أسبوعية – لسان حال حزب الاتحاد الديمقراطي الوحدوي).
- نائب رئيس مؤتمر الأحزاب العربية.
- عضو الأمانة العامة لمؤتمر الأحزاب العربية.
- عضو في الأمانة العامة لملتقى الحوار العربي الثوري الديمقراطي.
- عضو في ملتقى الأحزاب المغاربية.
- عضو شرفي بجمعية المحامين الشبان.
- عضو قاعدي الرابطة التونسية للدفاع عن حقوق الإنسان (فرع جندوبة).

## أوسمته
- وسام 7 نوفمبر 1987 الصنف الثاني بتاريخ 07/11/2004.
- وسام الجمهورية (تونس) الصنف الأول بتاريخ 25/07/2005.
- وسام السابع من نوفمبر 1987 الصنف الأول بتاريخ 07/11/2007.